# باشگاه ورزشی القطر
باشگاه ورزشی القطر (به عربی: نادی قطر الریاضی) یکی از باشگاه‌های فوتبال کشور قطر می‌باشد.

## ورزشگاه
باشگاه ورزشی القطر دیدارهای خود را در ورزشگاه سحیم بن حمد، واقع در الدفنا انجام می‌دهد. این یک استادیوم چند منظوره است که دارای یک زمین دو و میدانی، سالن بدنسازی، یک مرکز خرید و یک مسجد و سایر امکانات است. ظرفیت این ورزشگاه ۱۲۰۰۰ صندلی است. علاوه بر مسابقات فوتبال محلی، این استادیوم میزبان چندین تورنمنت مانند مسابقات سوپر جایزه بزرگ قطر و برخی از مسابقات جام ملت‌های آسیا ۲۰۱۱ بوده است.

## پیشینه
این تیم در سال ۱۹۶۰ در قطر تأسیس شد. باشگاه القطر تاکنون موفق به کسب ۸ قهرمانی در لیگ ستارگان قطر، ۲ قهرمانی درجام امیر قطر، ۳ قهرمانی درجام ولیعهد قطر و ۴ قهرمانی درجام شیخ جاسم قطرشده است. در ۱۹۸۱ نام تیم از استقلال به نام کنونی‌اش، القطر تغییر یافت.

## بازیکنان برجسته
- ساموئل اتوئو
- خاوی مارتینز
- برونو تاباتا
- بدر بانون
- بشار رسن

## بازیکنان ایرانی
- اولین بازیکن ایرانی که در لیگ قطر توپ زده عبدالرضا برزگری است که از سال ۱۹۶۰ تا سال ۱۹۷۰ در این تیم توپ زد.
- عبدالرضا برزگری (۱۳۶۰–۱۳۷۰)
- ناصر محمدخانی(۱۳۶۵–۱۳۶۸)
- حمید درخشان (۱۳۶۶–۱۳۷۰)
- نادر محمدخانی (۱۳۷۸)
- علی کریمی (۱۳۸۶–۱۳۸۷)
- هادی عقیلی (۱۳۹۱)
- محمد طیبی (۱۳۹۶)
- سجاد شهباززاده (۱۳۹۶)
- علی کریمی (۱۳۹۹–۱۴۰۰)